# Zetland (netmedie)
 For alternative betydninger, se Zetland. (Se også artikler, som begynder med Zetland)
Zetland er en dansk medlemsbaseret digital avis med base i København, som dagligt udgiver to-fire længere journalistiske historier samt et nyhedsoverblik. Zetland blev grundlagt i 2012 af journalisterne Lea Korsgaard, Jakob Moll, Silke Bock og Hakon Mosbech.
Navnet, som er betegnelsen for en hybrid mellem en zebra og en shetlandspony, valgtes, fordi Zetland betragter sig selv som et hybridmedie.
Ida Ebbensgaard har været chefredaktør siden oktober 2021, hvor hun overtog efter Lea Korsgaard, som nu er arbejdende bestyrelsesformand.

## Historie
Oprindelig var Zetland et digitalt forlag, som udgav journalistiske fortællinger i novellelængde, kaldet singler. I marts 2016 relancerede Zetland sig selv som en daglig, digital avis, med støtte fra Innovationspuljen. Forinden havde man afholdt en crowdfunding, hvor man indsamlede 530.000 kr. Desuden rejste man 8 milloner kroner fra private investorer.
Konceptet fik en blandet modtagelse af de etablerede danske aviser.
I 2017 begyndte Zetlands journalister at læse deres artikler op og udgive dem som lydfiler. Lyd blev hurtigt Zetlands mest populære platform, og over 60 procent af medlemmerne foretrak i 2018 at lytte til artiklerne.
Per april 2018 havde Zetland over 10.000 betalende medlemmer og modtog desuden et årligt millionbeløb i mediestøtte. Daværende chefredaktør Lea Korsgaard har udtalt, at væksten blandt andet skyldes den medlemsbaserede model samt de få daglige artikler, der gør det muligt at "færdiggøre" Zetland hver dag. Desuden har hun fremhævet Zetlands ambition om at være ikke alene et medie, men en teknologivirksomhed, som afgørende.
I foråret 2019 offentliggjorde Zetland, at mediet havde solgt sin platformsteknologi, der integrerer lyd og skrift, til det svenske Vi Medier.

## Priser
Zetland har vundet flere priser for sit design. Både i 2017 og 2018 vandt de den digitale hovedpris ved "Nordens Bedste Nyhedsdesign", og i 2019 blev de nomineret i kategorien bedste mobilapp ved samme prisuddeling. Zetland har desuden vundet Saxos Innovationspris (2012), "Den Lille Publicistpris" (2015) samt Buketten fra KLF, Kirke & Medier (2018)  Lea Korsgaard modtog i 2016 prisen som Årets Redaktør.